# 瘤唇鲻属
瘤唇鲻属，為輻鰭魚綱鯔形目鯔科的其中一属。

## 下属物种
- 瘤唇鯔（Oedalechilus labeo）
- 角瘤唇鯔（Oedalechilus labiosus)

## 擴展閱讀
維基物種上的相關：瘤唇鲻属